# Ханов, Ильдар Мансавеевич
Ильдар Мансавеевич Ханов (тат. Илдар Мәснәви улы Ханов; 3 ноября 1940, Старое Аракчино, Красногорский сельсовет, Юдинский район, Татарская АССР, РСФСР, СССР — 9 февраля 2013, Москва, Российская Федерация) — советский и российский художник, архитектор и скульптор, общественный деятель. Лауреат Государственной премии Республики Татарстан имени Габдуллы Тукая (2010).

## Биография
Ильдар Мансавеевич Ханов родился 3 ноября 1940 года в поселке Старое Аракчино, пригороде Казани. Во время военного голода он перенёс клиническую смерть, после которой, по его мнению, он открыл в себе дар ясновидения и целительства. В 1960 году окончил Казанское художественное училище, а в 1968 году Московский Государственный институт им. Сурикова, тогда же был принят в Союз художников СССР.

Скульптура «Родина-Мать» в Набережных Челнах

В 1975 году в Набережных Челнах открывается его первая скульптура — «Родина-мать», посвященная 30-летию Великой Победы. После открытия разразился скандал, так как установка памятника была не согласована с Союзом художников. 

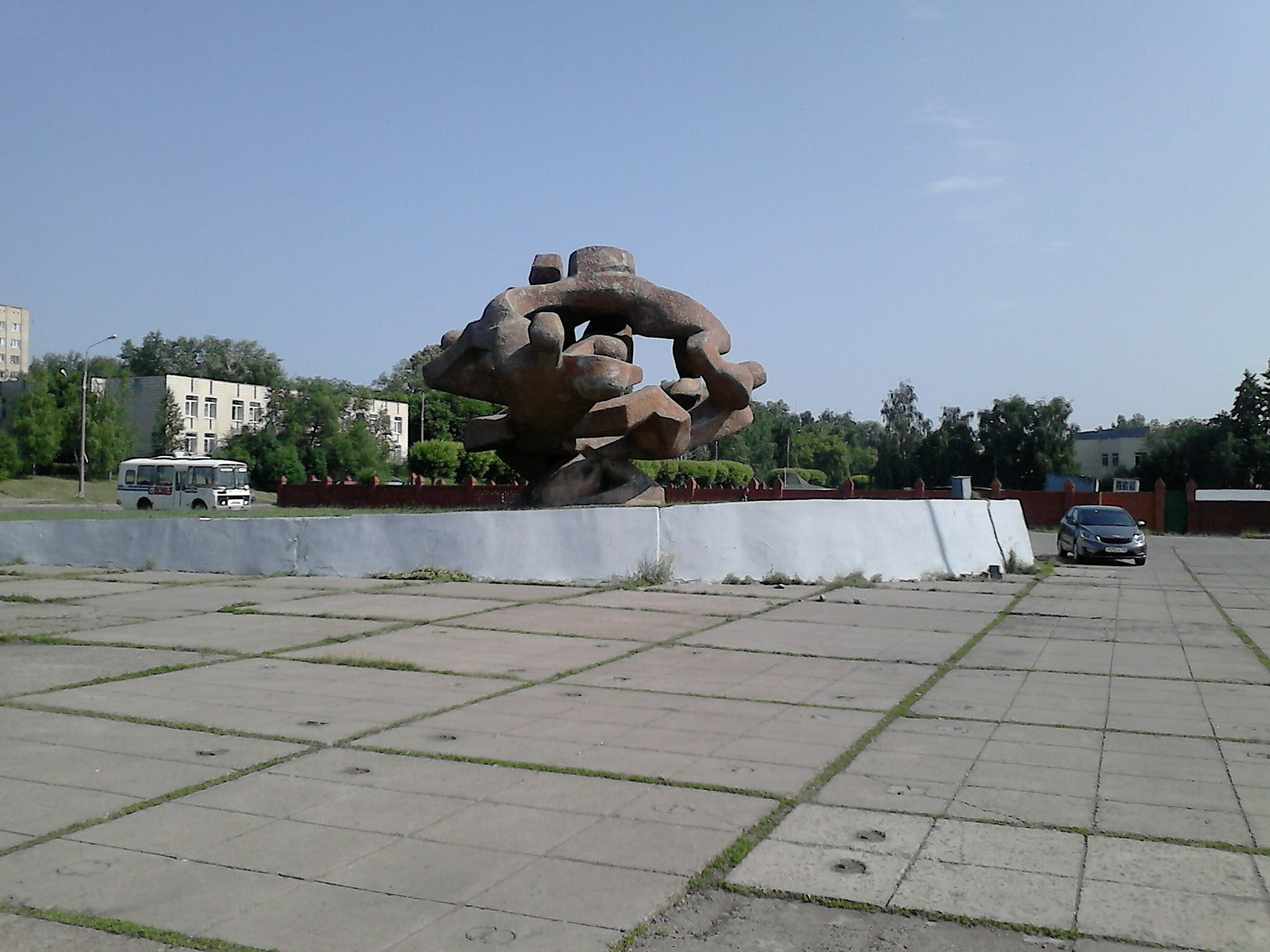
«Скульптура регбиста» у Стадиона «Строитель» в Набережных Челнах

 В период с 1981 по 1991 годы на бульваре Энтузиастов в Набережных Челнах появились выполненные из бетона и смальты монументальные композиции «Древо жизни», «Пробуждение», «Эволюция» и «Ангел-хранитель»,.
Первая персональная выставка Ильдара Ханова также была открыта в Набережных Челнах в 1993 году. Зрители могли увидеть такие монументальные произведения, как «Хиросима-1», «Хиросима-2», «Доля матери», «Апокалипсис», «Костер человечества» и другие.
Ханов посещал Тибет, Индию. Он изучал искусство восточных стран, буддизм, йогу, тибетскую и китайскую медицину, стал практиковать целительство.

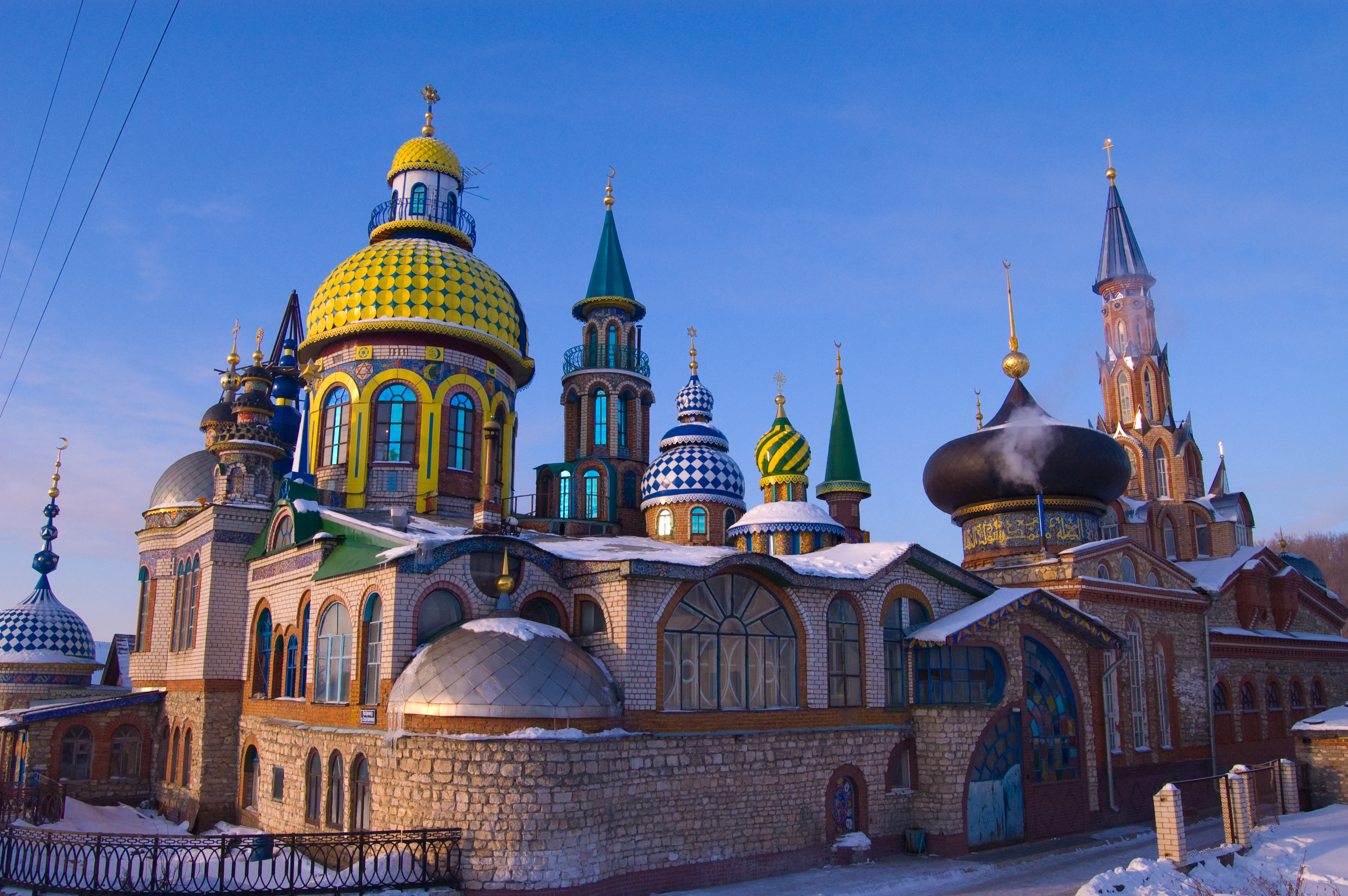
Храм всех религий в Казани

В 1993 году Ханов начинает строительство Храма Всех Религий. Строительство храма велось за счет денежных средств самого художника и не обошлось и без поддержки друзей и близких.
По замыслу Храму отведена роль архитектурного символа религий, культур и цивилизаций. Службы и обряды в Храме не проводятся. В то же время под одной крышей храма-культурного центра уже открыты и действуют картинная галерея, где проходят не только выставки, но и мастер-классы; концертный зал, в котором проводятся музыкальные и поэтические вечера. По словам автора:

Вселенский Храм не задумывался как место, где бок о бок будут молиться люди разных религий. Люди пока не пришли к Единобожию. Храм — архитектурный символ всех религий, музей религий. Его название: Вселенский Храм, международный культурный центр духовного единения.
Ильдар Мансавеевич Ханов скончался 9 февраля 2013 года в Москве от инфаркта в возрасте 73 лет. Прощание прошло 12 февраля в Храме всех религий. Похоронен на Арском кладбище.

## Награды
- Почётное звание Заслуженный деятель искусств Республики Татарстан (1994 год)[6].
- Государственная премия Республики Татарстан имени Габдуллы Тукая (2010 год) — за серию скульптурных и монументально-декоративных композиций в городах и районах Республики Татарстан, в том числе рельеф «Расстрел» (г. Казань), памятник «Родина-мать», скульптура «Древо жизни» (г. Набережные Челны), скульптура «Древо поэзии» (деревня Тукай-Кырлай, Арский район)[7].
- Звание «Посол мира» (18 декабря 2010 года) — за выдающийся миротворческий вклад в развитие межрелигиозного диалога от Федерации за всеобщий мир (неправительственная организация в генеральном консультативном статусе при Экономическом и Социальном Совете ООН)[8][9].